# Salim Cissé
Salim Cissé, parfois appelé Sam Cissé, est un footballeur guinéen né le 24 décembre 1992 à Conakry. Il évolue au poste d'attaquant. Il est apprécié pour sa rapidité et sa capacité à jouer des deux pieds.

## Biographie

### En club
Salim Cissé passe son enfance en Guinée, à la suite de divers problèmes politiques il est obligé de quitter la maison familiale pour fuir vers l'Italie où il hébergé dans un centre d'accueil de Rome. 
Il est repéré par un agent du Borgo Massimina, club évoluant en cinquième division italienne. Il fait par la suite la connaissance de Franco Anzalone, conseiller de l'ASDA Arezzo, équipe de série D italienne qui l'engage comme attaquant. Au terme de la saison 2011-2012 il comptabilise 27 apparitions et 13 buts avec le club de la péninsule italienne.
Le 5 juillet 2012, le joueur signe un premier contrat professionnel d'une durée de trois ans avec l'Académica de Coimbra, équipe de "Primeira Divisao" portugaise sans indemnité de transfert.
L'attaquant guinéen fait ses débuts en match officiel avec l'Académica, le 11 août 2012, lors de la finale de la Supercoupe du Portugal, perdue 1-0 face au FC Porto. Il connait son baptême du feu en championnat le 20 août. Un mois plus tard, le 20 septembre, il joue sa première rencontre en Ligue Europa, lors d'un match perdu 3-1 face au Viktoria Plzeň. Le 4 octobre, il marque son premier but dans cette compétition face à l'Hapoel Tel-Aviv.
Après un début de saison époustouflant, il est convoité par de nombreux clubs portugais et européens comme le (FC Porto, le Benfica, le Sporting CP, le SC Braga, l'Olympique de Marseille, le Montpellier HSC, le Spartak Moscou, l'Atlético Madrid ou encore le Shakhtar Donetsk). Malgré cet intérêt manifeste, aucune proposition concrète ne lui est réellement faite. Il fait donc le choix de rester à l'Académica de Coimbra.
Le 5 juillet 2013, il rejoint l'effectif du Sporting CP un des trois grands clubs du Portugal. Ce temps fort de sa carrière récompense des prestations très prometteuses avec le maillot de Coimbra. Il est présenté officiellement au public en compagnie d'une autre recrue (Maurício).
Barré par Fredy Montero et Islam Slimani au poste d'avant-centre au Sporting CP, il est prêté au mois de janvier 2014 au FC Arouca.
Début juin, il est pressenti pour un retour sous forme de prêt à l'Académica de Coimbra.Il est ensuite prêté au Vitória Setúbal jusqu'en juin 2016.
Le 31 août 2016,il est encore prêté au SC Olhanense pour un an.

### En sélection nationale
Malgré plusieurs convocations en équipe nationale de Guinée dès le mois d'octobre 2012, il ne débute en sélection nationale que le 6 février 2013, contre l'équipe du Sénégal. La rencontre se solde par un match nul un but partout. Il est de nouveau sélectionné à trois reprises en 2013 et marque ses deux premiers buts en équipe nationale contre l'Algérie au Stade Mustapha-Tchaker de Blida.

## Statistiques de joueur

### Synthèse
| Championnat | Championnat          | Championnat | Championnat | Championnat | Coupes nationales | Coupes nationales | Coupes continentales | Coupes continentales | Sélection Guinée | Sélection Guinée | Total   | Total |
| Saison      | Club                 | Pays        | Matches     | Buts        | Matches           | Buts              | Matches              | Buts                 | Matches          | Buts             | Matches | Buts  |
| ----------- | -------------------- | ----------- | ----------- | ----------- | ----------------- | ----------------- | -------------------- | -------------------- | ---------------- | ---------------- | ------- | ----- |
| 2011-12     | ASDA Arezzo          | D5          | 27          | 13          | 3                 | 0                 | 0                    | 0                    | 0                | 0                | 30      | 13    |
| 2012-13     | Académica de Coimbra | D1          | 25          | 6           | 10                | 1                 | 6                    | 2                    | 2                | 0                | 43      | 9     |
| 2013-14     | Sporting CP B        | D2          | 9           | 4           | 0                 | 0                 | 0                    | 0                    | 2                | 0                | 11      | 4     |
| 2013-14     | FC Arouca            | D1          | 9           | 0           | 0                 | 0                 | 0                    | 0                    | 1                | 0                | 10      | 0     |
| 2014-15     | Sporting CP B        | D2          | 16          | 3           | 0                 | 0                 | 0                    | 0                    | 0                | 0                | 16      | 3     |
| 2014-15     | Académica de Coimbra | D1          | 9           | 0           | 0                 | 0                 | 0                    | 0                    | 0                | 0                | 9       | 0     |
| 2015-16     | Sporting CP B        | D2          | 9           | 0           | 0                 | 0                 | 0                    | 0                    | 0                | 0                | 9       | 0     |
| 2015-16     | Vitória Setúbal      | D1          | 9           | 2           | 0                 | 0                 | 0                    | 0                    | 0                | 0                | 9       | 2     |
| Total       | Total                | Total       | 113         | 28          | 13                | 1                 | 6                    | 2                    | 5                | 0                | 137     | 31    |

### Coupes continentales
| Date              | Club                 | Compétition  | Adversaire        | Résultat | Tps de jeu | Buts |
| ----------------- | -------------------- | ------------ | ----------------- | -------- | ---------- | ---- |
| 20 septembre 2012 | Académica de Coimbra | Ligue Europa | FC Viktoria Plzeň | 3-1      | 90         | 0    |
| 4 octobre 2012    | Académica de Coimbra | Ligue Europa | Hapoël Tel-Aviv   | 1-1      | 58         | 1    |
| 25 octobre 2012   | Académica de Coimbra | Ligue Europa | Atlético Madrid   | 2-1      | 31         | 1    |
| 8 novembre 2012   | Académica de Coimbra | Ligue Europa | Atlético Madrid   | 2-0      | 83         | 0    |
| 22 novembre 2012  | Académica de Coimbra | Ligue Europa | FC Viktoria Plzeň | 1-1      | 21         | 0    |
| 6 décembre 2012   | Académica de Coimbra | Ligue Europa | Hapoël Tel-Aviv   | 2-0      | 19         | 0    |

### Sélection nationale guinéenne
| Sélections | Date              | Stade                               | Adversaire | Résultat | Minutes | Compétition                       | Buts | Capitaine | Club              |
| ---------- | ----------------- | ----------------------------------- | ---------- | -------- | ------- | --------------------------------- | ---- | --------- | ----------------- |
| 1          | 5 février 2013    | Stade Municipal, Saint-Leu-la-Forêt | Sénégal    | 1 – 1    | 45 min  | Amical                            | 0    | Non       | Académica Coimbra |
| 2          | 24 mars 2013      | Estádio Nacional do Zimpeto, Maputo | Mozambique | 0 – 0    | 1 min   | Qualification Coupe du monde 2014 | 0    | Non       | Académica Coimbra |
| 3          | 14 août 2013      | Stade Mustapha Tchaker, Blida       | Algérie    | 2 – 2    | 45 min  | Amical                            | 2    | Non       | Sporting CP       |
| 4          | 10 septembre 2013 | Stade d'El Gouna, El Gouna          | Égypte     | 4 – 2    | 72 min  | Qualification Coupe du monde 2014 | 0    | Non       | Sporting CP       |
| 5          | 5 mars 2014       | Stade Azadi, Téhéran                | Iran       | 1 – 2    | 90 min  | Amical                            | 0    | Non       | FC Arouca         |